# Hačavské sedlo
Hačavské sedlo (też: Krížne sedlo; pol. Przełęcz Haczawska, 796 m n.p.m.) – płytka, szeroka przełęcz na pograniczu Gór Wołowskich w Łańcuchu Rudaw Słowackich oraz Krasu Słowackiego na Słowacji.
Układ grzbietów w rejonie przełęczy jest skomplikowany. Szerokie siodło przełęczy leży w grzbiecie, który łączy grupę Pipitki i Osadníka (w Górach Wołowskich) na zachodzie z masywem Jeleniego vrchu (947 m n.p.m.) na północnym wschodzie. Jest ono jednak uformowane na samym północnym skraju mezozoicznych utworów Płaskowyżu Zádielskiego, które budują fragment wspomnianego grzbietu od przełęczy po niewysokie wzniesienie Grečov (891 m n.p.m.) na południowym zachodzie. Dlatego przełęcz jest również uznawana za granicę pomiędzy Górami Wołowskimi na północy i Krasem Słowackim na południu.
Nazwa przełęczy pochodzi od wsi Hačava, położonej ok. 1 km na pd.-wsch. od jej siodła.
W rejonie przełęczy przebiega północna granica Parku Narodowego Kras Słowacki.
Bezleśne tereny w rejonie przełęczy są wykorzystywane jako łąki kośne, produkujące siano dla miejscowych hodowców bydła. Wyprowadza na nie rozbudowana sieć leśnych dróg, w tym m.in. z Hačavy.

## Turystyka
Przełęcz jest ważnym węzłem pieszych znakowanych szlaków turystycznych. Przebiega przez nią niebieski szlak z Jasova przez Płaskowyż Jasowski do Doliny Zádielskiej oraz żółty szlak z Hačavy pod Osadník. Doprowadzają na nią również zielone znaki z miejscowości Štós przez dolinę Čiernej Moldavy.